# تری دانینگ
تری دانینگ (به انگلیسی: Terri Dunning) (زادهٔ ۱۱ مارس ۱۹۸۵) شناگر اهل بریتانیا است.